# Prix Nadar
De Prix Nadar is een jaarlijkse prijs voor een fotografieboek, uitgegeven in Frankrijk. De prijs is genoemd naar de Franse fotograaf Gaspard-Félix Tournachon, beter bekend door zijn pseudoniem Nadar. De prijs werd voor het eerst uitgereikt in 1955 door een jury van fotografen en publicatie-experts.

## Winnaars van de Prix Nadar (selectie)
| Jaar | Persoon                 | Werk                                                       |
| ---- | ----------------------- | ---------------------------------------------------------- |
| 1955 | Werner Bischof          | Japon                                                      |
| 1956 | Fulvio Roiter           | Ombrie                                                     |
| 1957 | William Klein           | New York                                                   |
| 1961 | Jean Dieuzaide          | Catalogne romane                                           |
| 1964 | Sam Haskins             | Cowboy Kate and other stories                              |
| 1966 | Erich Lessing           | Odyssee                                                    |
| 1976 | Georg Gerster           |                                                            |
| 1978 | Josef Koudelka          |                                                            |
| 1981 | Willy Ronis             | Le fil du hasard                                           |
| 1985 | Jean-Claude Lemagny     |                                                            |
| 1988 | André Kertész           | Hologramme                                                 |
| 1989 | Xavier Zimbardo         |                                                            |
| 1990 | Elisabeth Foch          | Montagne des photographes                                  |
| 1994 | Richard Avedon          | Evidence 1944-1994                                         |
| 1998 | Carla Williams          |                                                            |
| 1999 | Michael Ackerman        | End Time City                                              |
| 2000 | Raymond Depardon        | Detours                                                    |
| 2001 | Olivier Beer            | Urban Resources                                            |
| 2002 | Larry Burrows           | Vietnam                                                    |
| 2003 | Bernard Guillot         | The white House                                            |
| 2004 | Philippe Bordered       | Africa With Naked Fists                                    |
| 2005 | Larry Towell            | No Man's Land                                              |
| 2006 | Henri Cartier-Bresson   | Scrapbook                                                  |
| 2007 | Gilles Mora             | La Photographie américaine                                 |
| 2008 | Sarah Moon              | 1 2 3 4 5                                                  |
| 2009 | Centre Georges Pompidou | La Subversion des Images - Photographie, surréalisme, film |
| 2010 | Jean Gaumy              | D'après nature                                             |
| 2011 | Jean-Christian Bourcart | Camden                                                     |
| 2012 | Marc Riboud             | Vers l’Orient                                              |
| 2013 | Mathieu Pernot          | L'Asile des photographies                                  |
| 2014 | Laurent Millet          | Les Enfantillages pittoresques                             |
| 2015 | Bruno Boudjelal         | Algérie, clos comme on ferme un livre ?                    |
| 2016 | Patrick Zachmann        | So Long, China                                             |
| 2017 | Geraldo de Barros       | Sobras                                                     |